# Симфонический оркестр NBC
Симфонический оркестр NBC, Симфонический оркестр Эн-Би-Си (англ. NBC Symphony Orchestra) — американский симфонический оркестр, созданный в 1937 г. в Нью-Йорке. Основатель оркестра — бизнесмен, основатель телерадиовещательной компании NBC Давид Сарнов. Оркестр предназначался для дирижёра Артуро Тосканини. В формировании оркестра участвовали также Артур Родзинский и Пьер Монтё. Среди оркестрантов были Джозеф Гингольд, Милтон Катимс, Уильям Примроуз, Артур Бальзам, Миша Мишаков и др.
Первый концерт оркестра состоялся в Рождество 1937 года, было исполнено Concerto grosso ре минор Антонио Вивальди. С этого дня оркестр под управлением Тосканини и приглашённых дирижёров (среди которых были Эрнест Ансерме, Эрих Кляйбер, Леопольд Стоковский, Бруно Вальтер и другие звёзды первой величины) не только каждую неделю выступал по радио (а с марта 1948 г. и по телевидению), но и осуществил целый ряд записей, включая 13-часовой саундтрек к документальному телесериалу «Победа на море». В 1940 г. оркестр гастролировал по Южной Америке, а в 1950 г. по США.
4 апреля 1954 г. во время очередного концерта (составленного из произведений Вагнера) 87-летний Тосканини перенёс микроинсульт, повлёкший за собой провал в памяти. После этого он подал в отставку и больше в концертах не дирижировал (в июне 1954 г. Тосканини ещё несколько раз появился за дирижёрским пультом в студийных условиях). К огорчению дирижёра, руководство NBC приняло решение о роспуске оркестра.
Более половины музыкантов оркестра сразу после его роспуска создали новый коллектив с труднопереводимым названием «Symphony of the Air». Оркестр возглавил Леонард Бернстайн, впервые выступивший с этим оркестром 24 октября 1954 года по случаю 9-летия Организации объединённых наций. На протяжении девяти лет «Symphony of the Air» концертировал в США и за его пределами, выступал и записывался под руководством Леопольда Стоковского, Йозефа Крипса, Томаса Бичема и других выдающихся дирижёров (известна, в частности, запись Третьего фортепианного концерта Рахманинова, в которой солирует Ван Клиберн, а дирижирует Кирилл Кондрашин, — запись осуществлена в 1958 г., сразу после того, как Клиберн, исполняя этот же концерт, выиграл Международный конкурс имени Чайковского). Несмотря на все успехи, в 1963 г. оркестр прекратил своё существование.